# Anterastes serbicus
Anterastes serbicus är en insektsart som beskrevs av Brunner von Wattenwyl 1882. Anterastes serbicus ingår i släktet Anterastes och familjen vårtbitare. Inga underarter finns listade i Catalogue of Life.